# Anomognathus cuspidatus
Anomognathus cuspidatus är en skalbaggsart som först beskrevs av Wilhelm Ferdinand Erichson 1839.  Anomognathus cuspidatus ingår i släktet Anomognathus, och familjen kortvingar. Arten är reproducerande i Sverige.